# Dewey Ballantine

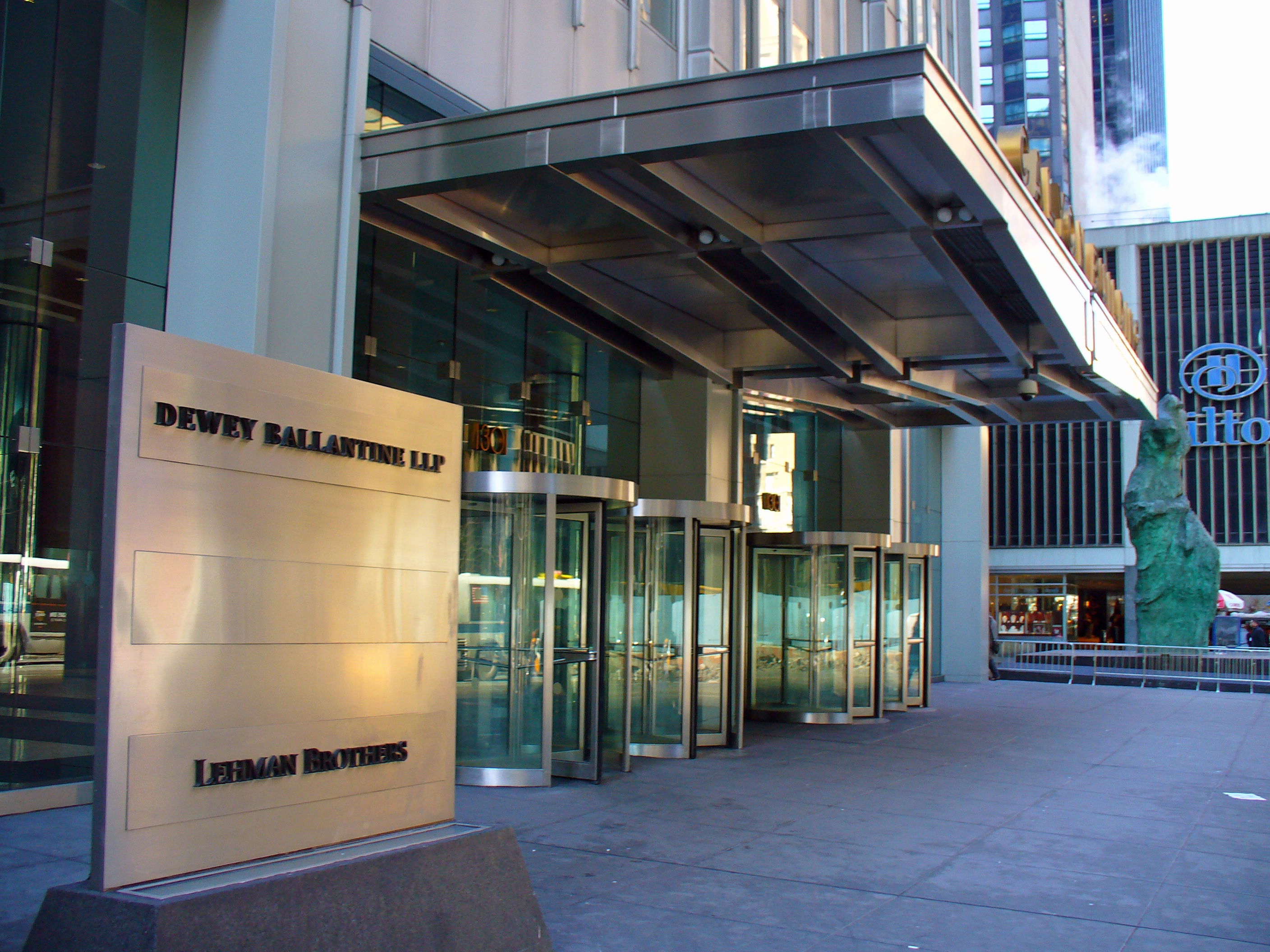
Главный офис фирмы Dewey Ballantine в здании Calyon Building в г. Нью-Йорке

Дью́и Балланта́йн ЛЛП (англ. Dewey Ballantine LLP) — международная юридическая фирма со штаб-квартирой в городе Нью-Йорке, с 1 октября 2007 года, после объединения с юридической фирмой «ЛеБоф, Лам, Грин и МакРей» существовавшая под названием «Дьюи энд ЛеБоф ЛЛП» (Dewey & LeBoeuf). В мае 2012 года «Дьюи энд ЛеБоф ЛЛП» обанкротилась.

## История
Появившаяся в 1913 году после слияния двух созданных в 1909 году юридических фирм: фирмы «Root, Clark & Bird» и фирмы «Buckner & Howland», фирма «Root, Clark, Buckner & Howland» претерпела много изменений своего наименования за период с 1913 по 1955 год по мере того, как партнёры фирмы, имена которых она носила, покидали её, занимая ряд важных должностей на государственной службе. К примеру, Эмори Бакнер (Emory Buckner) стал федеральным прокурором Федерального районного суда США Южного района Нью-Йорка (United States District Court for the Southern District of New York), и именно ему приписывают честь превращения этой прокуратуры в высокопрофессиональную организацию благодаря его отказу назначать своих заместителей по принципу партийной принадлежности (Говорят, что Бакнер, будучи республиканцем, отказался уволить демократов по вступлении в должность, отойдя от обычной практики того времени). Федеральный совет адвокатов (Federal Bar Council), объединение адвокатов, выступающих в федеральных судах Второго судебного округа США (в состав которого входят штаты Нью-Йорк, Коннектикут и Вермонт), ежегодно проводит церемонию вручения Медали имени Эмори Бакнера на торжественном обеде, проводимом этой общественной организацией по случаю дня благодарения. Гленвилл Кларк (Grenville Clark) работал главным почтмейстером США. Среди представителей более позднего поколения был Джон Маршалл Харлан-второй (John Marshall Harlan II), который оставил фирму после назначения судьёй Апелляционного суда Второго судебного округа, а затем стал членом Верховного суда США, Генри Френдли (Henry J. Friendly), который ушёл вместе с рядом партнёров, чтобы создать юридическую фирму «Cleary, Friendly, Gottlieb & Steen» (теперь называется «Cleary Gottlieb Steen & Hamilton LLP»), а затем получил назначение в Апелляционный суд Второго судебного округа.
В 1955 году партнёром фирмы после ухода с должности стал губернатор Томас Дьюи, и фирма, носившая в то время наименование «Ballantine, Bushby, Palmer & Wood», стала называться «Dewey, Ballantine, Bushby, Palmer & Wood». Фирма сократила своё наименование до «Dewey Ballantine» в 1990 году, а затем приняла организационно-правовую форму партнёрства с ограниченной ответственностью (limited liability partnership), став «Dewey Ballantine LLP».
Артур Баллантайн (Arthur Ballantine), другой партнёр, имя которого сохранялось в названии фирмы до октября 2007 года, пришёл в фирму в 1919 году с должности первого юриста (солиситора) Налоговой службы США.
По состоянию на август 2007 года в фирме «Dewey Ballantine» работало около 550 юристов, двенадцать её офисов находились в разных странах мира.
С 1 октября 2007 года фирма «Dewey Ballantine» объединилась с юридической фирмой «ЛеБоф, Лам, Грин и МакРей» (LeBoeuf, Lamb, Greene & MacRae). Наименование объединённой фирмы — «Дьюи энд ЛеБоф ЛЛП» (Dewey & LeBoeuf).